# Вулиця Маршалковська (Варшава)
Маршалковська (пол. ulica Marszałkowska) — одна з найголовніших вулиць Варшави.

## Історія
Назву вулиця отримала ще у XVIII столітті за посадою маршалка великого коронного Францішка Бєлінського (1683—1766), за ініціативи якого ця вулиця була закладена.
З різних причин центр міста у XIX століття змістився до вулиці Маршалковської, однією з причин було будівництво у 1844—1845 роках Віденського вокзалу на збігу вулиці з Єрусалимськими Алеями. До Другої світової війни тут знаходилась велика кількість крамниць, кав'ярень, ресторанів, а у 1930-х роках ще й кількадесят кінотеатрів.
Під час Другої світової війни більша частина забудови буда знищена, девастація розпочалася ще у вересні 1939 року, під час артилерійських обстрілів і бомбардувань. Під час окупації знищення продовжувалися, а сама вулиця мала назву — Marschallstrasse.
Після війни для нової комуністичної влади, передвоєнна вулиця Маршалковська була символом капіталізму, тому вірішено було повністю змінити характер і атмосферу вулиці. Тож було прийнято рішення розширити вулицю з 26 до 60 метрів від вулиці Пєнкної до Єрусалимських Алей, і аж до 140 метрів між Єрусалимськими Алеями та вулицею Королівською (пол. ulica Królewska), що призвело до демонтажу багатьох вцілілих після війни будинків. У 1952—1954 роках почалися приготування до будівництва Палацу Культури і Науки, цілковито змінюючи тим самим характер цієї частини міста.
У 1990-х роках вздовж вулиці Маршалковської відкриті дві станції метро: «Центрум» та «Свентокшиська». У перспективі передбачено будівництво третьої станції — «Пляц Конституції».
Існувало чимало проєктів забудови частини вулиці між Королівською та Єрусалимськими Алеями (навпроти Палацу Культури і Науки), після розширення вулиці і знищення передвоєнних будинків, яка так і була залишена незабудованою. Відповідно до нового проєкту 2011 року, на цій місцевості мав би бути зведений Музей Сучасного Мистецтва (пол. Muzeum Sztuki Nowoczesnej).

## Галерея

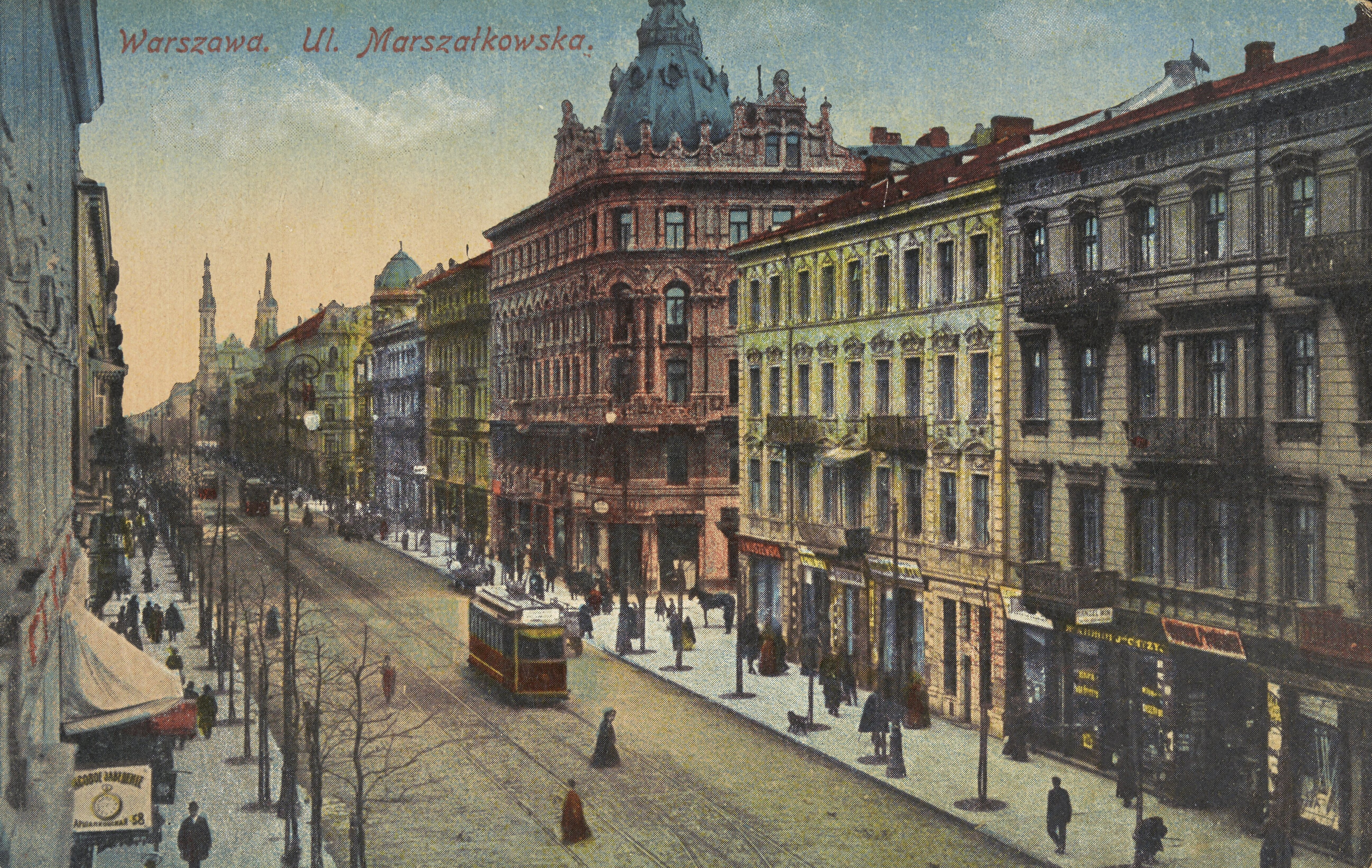
Вулиця в 1912 році
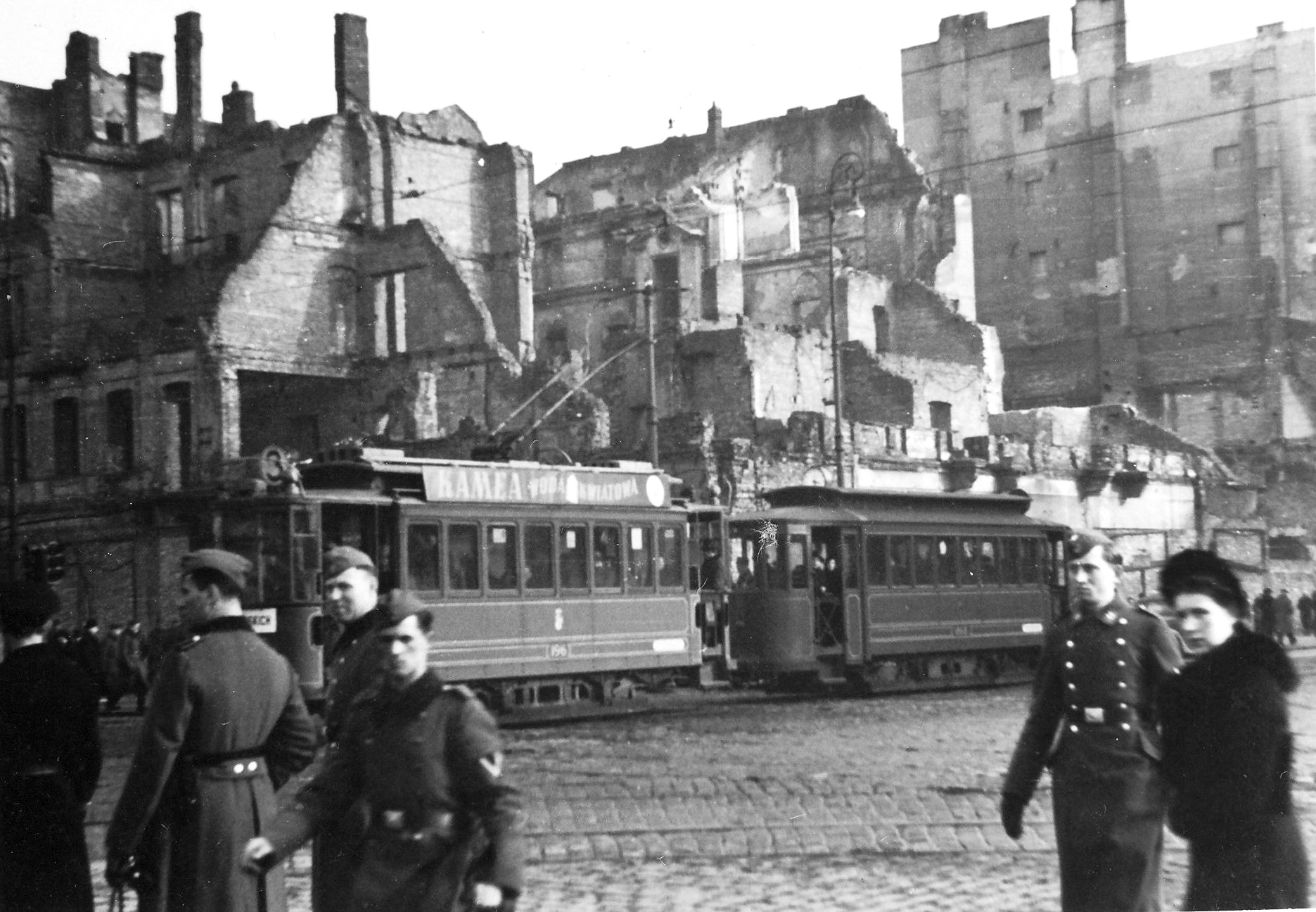
Єрусалимські Алеї та вулиця Маршалковська під час окупації
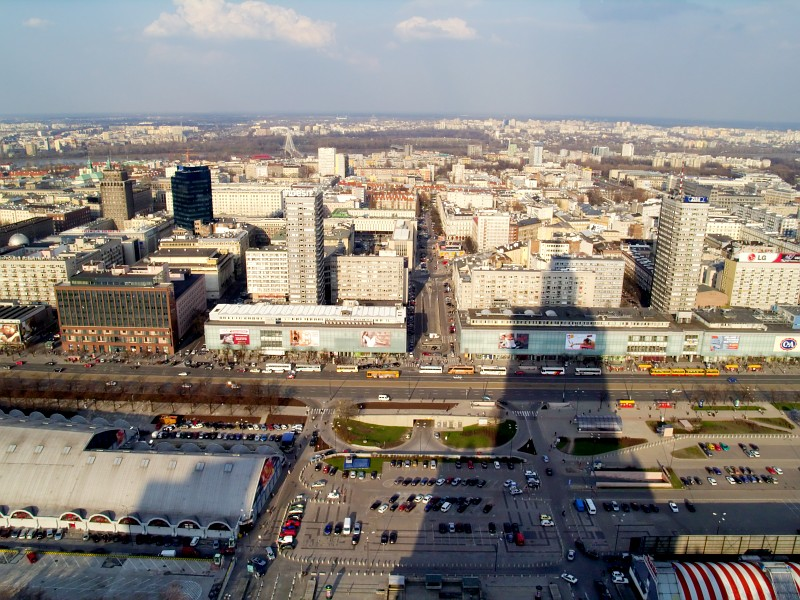
Краєвид на вулицю Маршалковську з Палацу Культури
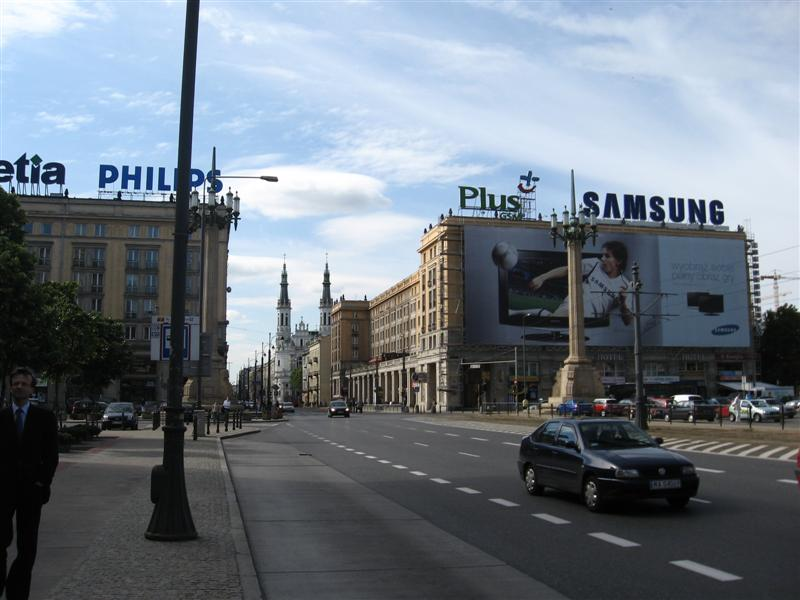
Вулиця Маршалковська біля Площі Конституції